# John J. O’Connor (Journalist)
John J. O’Connor (* 10. Juli 1933 in Bronx, New York City; † 13. November 2009 in Manhattan, New York City) war ein US-amerikanischer Journalist und Filmkritiker.

## Leben
John J. O’Connor war einer von vier Söhnen der beiden irischen Einwanderer James O’Connor und Hannah Foley, beide aus County Kerry stammend. Er studierte am City College of New York und an der Yale University. Seine journalistische Karriere begann er ab 1959 beim Wall Street Journal, wo er später Theater- und Tanzkritiker wurde. Ab 1971 arbeitete er für die New York Times, wo er bis 1997 hauptsächlich Filmkritiken schrieb.
Über 47 Jahre lebte O’Connor mit seinem Lebenspartner Seymour Barofsky zusammen. Beide adoptierten Anfang der 1980er Jahre ein Kind, das später im Alter von sieben Jahren an einem malignen Lymphom starb. Er selbst starb am 13. November 2009 im Alter von 76 Jahren nur vier Wochen nach der Diagnose von Lungenkrebs an ebendieser Erkrankung.